# Romênia nos Jogos Olímpicos de Inverno de 2006
A Romênia mandou 25 competidores para os Jogos Olímpicos de Inverno de 2006, em Turim, na Itália. A delegação não conquistou nenhuma medalha nesta edição.

## Desempenho

### Biatlo
| Atleta                                                        | Evento               | Final     | Final    | Final    |
| Atleta                                                        | Evento               | Tempo     | Pen.     | Pos.     |
| ------------------------------------------------------------- | -------------------- | --------- | -------- | -------- |
| Marian Blaj                                                   | Velocidade masculino | 30:44.4   | 4        | 77       |
| Marian Blaj                                                   | Individual masculino | 1:02:38.8 | 6        | 65       |
| Dana Elena Plotogea                                           | Velocidade feminino  | 25:01.7   | 1        | 48       |
| Dana Elena Plotogea                                           | Perseguição feminino | 43:11.08  | 4        | 33       |
| Dana Elena Plotogea                                           | Individual feminino  | 1:00:45.5 | 7        | 72       |
| Mihaela Purdea                                                | Velocidade feminino  | 27:32.7   | 4        | 77       |
| Mihaela Purdea                                                | Individual feminino  | 1:02:11.5 | 7        | 75       |
| Alexandra Rusu                                                | Velocidade feminino  | 24:52.5   | 0        | 45       |
| Alexandra Rusu                                                | Perseguição feminino | +1 volta  | +1 volta | +1 volta |
| Alexandra Rusu                                                | Individual feminino  | 1:00:13.7 | 5        | 68       |
| Eva Tofalvi                                                   | Velocidade feminino  | 26:38.3   | 4        | 70       |
| Eva Tofalvi                                                   | Individual feminino  | 53:04.3   | 2        | 19       |
| Dana Elena Plotogea Eva Tofalvi Mihaela Purdea Alexandra Rusu | Revezamento feminino | 1:25:13.3 | 21       | 14       |

### Bobsleigh
| Atleta                                                             | Evento             | Final      | Final      | Final      | Final       | Final       | Final |
| Atleta                                                             | Evento             | 1ª corrida | 2ª corrida | 3ª corrida | 4ª corrida  | Total       | Pos.  |
| ------------------------------------------------------------------ | ------------------ | ---------- | ---------- | ---------- | ----------- | ----------- | ----- |
| Mihai Iliescu Levente Andrei Bartha                                | Duplas masculinas  | 57.22      | 57.09      | 57.63      | Não avançou | Não avançou | 26    |
| Nicolae Istrate Adrian Duminicel                                   | Duplas masculinas  | 56.82      | 56.90      | 57.65      | Não avançou | Não avançou | 22    |
| Nicolae Istrate Adrian Duminicel Gabriel Popa Ioan Danut Dovalciuc | Equipes masculinas | 56.61      | 56.70      | 56.41      | Não avançou | Não avançou | 22    |

### Esqui alpino
| Atletas                  | Evento                  | Final      | Final      | Final      | Final   | Final |
| Atletas                  | Evento                  | 1ª Corrida | 2ª Corrida | 3ª Corrida | Total   | Pos.  |
| ------------------------ | ----------------------- | ---------- | ---------- | ---------- | ------- | ----- |
| Bianca-Andreea Narea     | Slalom gigante feminino | 1:10.89    | DNF        | DNF        | DNF     | DNF   |
| Florentin-Daniel Nicolae | Downhill masculino      |            |            |            | 2:00.93 | 53    |
| Florentin-Daniel Nicolae | Combinado masculino     | 1:45.81    | 53.39      | 52.69      | 3:31.89 | 25    |

### Esqui cross-country
| Atleta                      | Evento                           | Preliminares | Preliminares | Quartas     | Quartas     | Semifinal   | Semifinal   | Final       | Final |
| Atleta                      | Evento                           | Total        | Pos.         | Total       | Pos.        | Total       | Pos.        | Total       | Pos.  |
| --------------------------- | -------------------------------- | ------------ | ------------ | ----------- | ----------- | ----------- | ----------- | ----------- | ----- |
| Zsolt Antal                 | Clássico masculino               |              |              |             |             |             |             | 43:10.0     | 61    |
| Zsolt Antal                 | Perseguição combinada masculina  |              |              |             |             |             |             | 1:22:29.8   | 47    |
| Zsolt Antal                 | Largada coletiva masculina       |              |              |             |             |             |             | 2:10:06.7   | 46    |
| Zsolt Antal                 | Velocidade individual masculino  | 2:29.40      | 65           | Não avançou | Não avançou | Não avançou | Não avançou | Não avançou | 65    |
| Mihai Găliceanu             | Clássico masculino               |              |              |             |             |             |             | 44:52.0     | 72    |
| Mihai Găliceanu             | Perseguição combinada masculina  |              |              |             |             |             |             | 1:26:31.7   | 62    |
| Mihai Găliceanu             | Largada coletiva masculina       |              |              |             |             |             |             | DNS         | DNS   |
| Mihai Găliceanu             | Velocidade individual masculino  | 2:31.43      | 69           | Não avançou | Não avançou | Não avançou | Não avançou | Não avançou | 69    |
| Monika Gyorgy               | Clássico feminino                |              |              |             |             |             |             | 32:44.0     | 60    |
| Monika Gyorgy               | Perseguição combinada feminina   |              |              |             |             |             |             | 50:15.3     | 59    |
| Monika Gyorgy               | Largada coletiva feminina        |              |              |             |             |             |             | 1:35:25.4   | 50    |
| Monika Gyorgy               | Velocidade individual feminino   | 2:27.53      | 59           | Não avançou | Não avançou | Não avançou | Não avançou | Não avançou | 59    |
| Zsolt Antal Mihai Găliceanu | Velocidade por equipes masculino |              |              |             |             | 19:04.3     | 11          | Não avançou | 21    |

### Luge
| Atleta                      | Evento | Final      | Final      | Final      | Final      | Final    | Final |
| Atleta                      | Evento | 1ª corrida | 2ª corrida | 3ª corrida | 4ª corrida | Total    | Pos.  |
| --------------------------- | ------ | ---------- | ---------- | ---------- | ---------- | -------- | ----- |
| Cosmin Chetroiu Ionuţ Ţăran | Duplas | 48.625     | 50.968     |            |            | 1:39.593 | 18    |
| Eugen Radu Marian Lăzărescu | Duplas | 49.526     | 48.537     |            |            | 1:37.883 | 15    |

### Patinação artística
| Atleta          | Evento               | Programa curto | Programa curto | Programa longo | Programa longo | Total       | Total |
| Atleta          | Evento               | Pontos         | Pos.           | Pontos         | Pos.           | Pontos      | Pos.  |
| --------------- | -------------------- | -------------- | -------------- | -------------- | -------------- | ----------- | ----- |
| Gheorghe Chiper | Individual masculino | 67.66          | 9 Q            | 118.53         | 17             | 186.19      | 14    |
| Roxana Luca     | Individual feminino  | 39.37          | 26             | Não avançou    | Não avançou    | Não avançou | 26    |

### Patinação de velocidade
Individual
| Atleta         | Evento           | 1ª corrida | 1ª corrida | 2ª corrida | 2ª corrida | Final   | Final |
| Atleta         | Evento           | Tempo      | Pos.       | Tempo      | Pos.       | Tempo   | Pos.  |
| -------------- | ---------------- | ---------- | ---------- | ---------- | ---------- | ------- | ----- |
| Claudiu Grozea | 5000 m masculino |            |            |            |            | 6:50.29 | 26    |
| Daniela Oltean | 1000 m feminino  |            |            |            |            | 1:21.70 | 35    |
| Daniela Oltean | 1500 m feminino  |            |            |            |            | 2:09.24 | 35    |
| Daniela Oltean | 3000 m feminino  |            |            |            |            | 4:23.34 | 26    |

### Patinação de velocidade em pista curta
| Atleta         | Evento          | Preliminar | Preliminar | Quartas     | Quartas     | Semifinal   | Semifinal   | Final       | Final |
| Atleta         | Evento          | Tempo      | Pos.       | Tempo       | Pos.        | Tempo       | Pos.        | Tempo       | Pos.  |
| -------------- | --------------- | ---------- | ---------- | ----------- | ----------- | ----------- | ----------- | ----------- | ----- |
| Kătălin Kristo | 500 m feminino  | 46.531     | 4          | Não avançou | Não avançou | Não avançou | Não avançou | Não avançou | 23    |
| Kătălin Kristo | 1000 m feminino | 1:34.506   | 4          | Não avançou | Não avançou | Não avançou | Não avançou | Não avançou | 22    |
| Kătălin Kristo | 1500 m feminino | 2:31.705   | 4          | Não avançou | Não avançou | Não avançou | Não avançou | Não avançou | 18    |

Legenda
| Recorde mundial      | Recorde mundial (World record)               |                       | Recorde africano                      | Recorde africano (African) |                                           | Q | Classificado por posição (Qualified) |
| Recorde olímpico     | Recorde olímpico (Olympic record)            | Recorde da América    | Recorde da América (Americas)         | q                          | Classificado por melhor tempo (Qualified) |   |                                      |
| Melhor marca do ano  | Melhor marca do ano (World leading)          | Recorde asiático      | Recorde asiático (Asian)              | DNS                        | Não largou (Did not start)                |   |                                      |
| Recorde nacional     | Recorde nacional (National record)           | Recorde europeu       | Recorde europeu (European)            | DNF                        | Não terminou (Did not finish)             |   |                                      |
| Recorde pessoal      | Recorde pessoal do atleta (Personal best)    | Recorde da Oceania    | Recorde da Oceania (Oceania)          | DSQ / DQ                   | Desclassificado (Disqualified)            |   |                                      |
| Recorde da temporada | Recorde da temporada do atleta (Season best) | Recorde sul-americano | Recorde sul-americano (South America) | NM                         | Sem marca (No mark)                       |   |                                      |